# Division d'Honneur Noua Caledonie
Division d'Honneur este primul eșalon din sistemul competițional fotbalistic din Noua Caledonie. Se dispută sub forma unui turneu cu primele trei clasate din Division Honneur de Grande Terre și campioana din insule.

## Echipele sezonului 2010
- AS Kunié
- AS Lössi
- AS Magenta (Nouméa)
- AS Mont-Dore
- Gaïtcha FCN
- Hienghène Sport
- JS Baco
- Mouli Sport

## Foste campioane
- 1950: Impassible
- 1951: Impassible
- 1952: Indépendante
- 1953: Impassible
- 1954: Indépendante
- 1955: necunoscut
- 1956: Impassible
- 1957: PLGC
- 1958: PLGC
- 1959: PLGC
- 1960: Impassible
- 1961: necunoscut
- 1962: USC Nouméa
- 1963: USC Nouméa
- 1964-77: necunoscut
- 1978: Gélima Canala
- 1979-83: necunoscut
- 1984: AS Frégate
- 1985: AS Kunié
- 1986-92: necunoscut
- 1993: Wé Luécilla
- 1994: JS Baco
- 1995: JS Baco
- 1996: JS Traput
- 1997: JS Baco
- 1998: AS Poum
- 1999: Gaïtcha FCN
- 2000: JS Baco
- 2001: JS Baco
- 2002: AS Mont-Dore
- 2002-03: AS Magenta
- 2003-04: AS Magenta
- 2004-05: AS Magenta
- 2005-06: AS Mont-Dore
- 2006-07: JS Baco
- 2007-08: AS Magenta
- 2008-09: AS Magenta
- 2009: AS Magenta
- 2010:

## Golgeteri
| An      | Golgeter                              | Echipă                             | Goluri |
| 2005-06 | Michel Hmaé Stanley Kabeu Julio Thomo | AS Magenta AS Mont-Dore Thio Sport | 12     |
| 2006-07 | Philippe Kokone                       | AS Magenta                         | 11     |
| 2007-08 | Luther Wahnymalla                     | AS Lössi                           | 15     |
| 2008-09 | Kalaye Gnipate                        | AS Mont-Dore                       | 14     |
| 2009    | Jean Wahnyamalla                      | AS Lössi                           | 14     |